# 戸田氏信

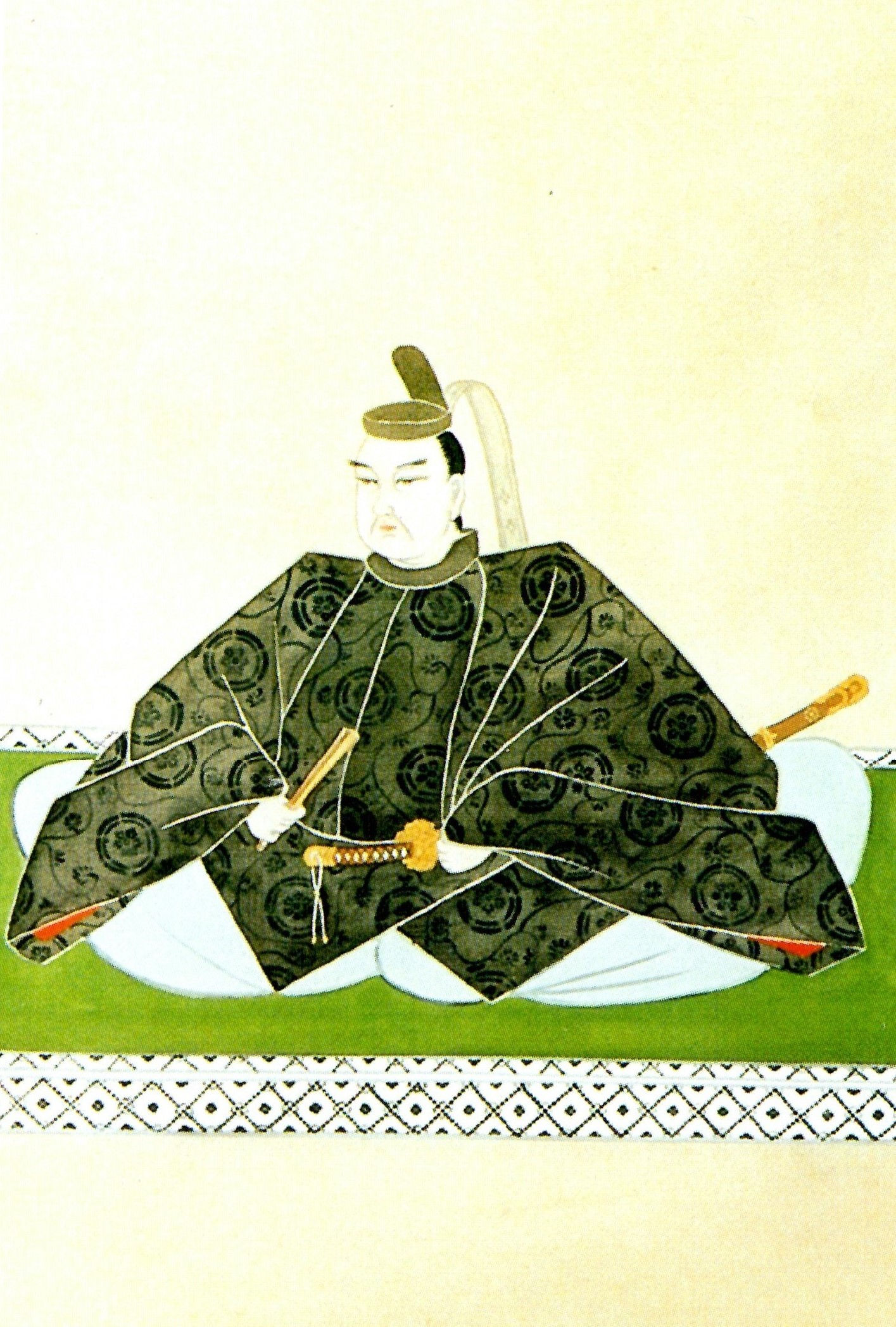
戸田氏信像

戸田 氏信（とだ うじのぶ、慶長4年11月17日（1600年1月3日） - 天和元年11月14日（1681年12月23日））は、江戸時代前期の大名。美濃大垣藩の第2代藩主。大垣藩戸田家3代。
大垣藩初代藩主・戸田氏鉄の長男。母は松平康長の娘。正室は牧野忠成の娘・千代。子に戸田氏西（長男）、戸田信言（次男）、戸田氏春（三男）、戸田氏利（四男）、戸田氏広（五男）、戸田信等（六男）、戸田氏方（七男）、娘（遠藤常友正室）、娘（板倉重常正室）、娘（高木貞長室）。官位は従四位下、采女正。
慶長4年（1599年）11月17日生まれ。幼名は新二郎。慶安4年（1651年）11月、父・氏鉄が隠居したため家督を継いだ。明暦元年（1655年）、氏鉄の遺言に従って弟の戸田氏経に4000石、四男の氏利に5000石をそれぞれ分与した。その後、幕命により二条城の石垣普請などで功を挙げた。また、父同様に藩政にも尽力し、藩政を安定化させた。
寛文11年（1671年）、家督を長男の氏西に譲って隠居した。寛文12年（1672年）、牧野家菩提寺の大恩寺（愛知県豊川市御津町）に山門を建立した。
天和元年（1681年）11月14日に83歳という長寿をもって大垣にて死去した。法号は天誉逸閑興林院。

## 系譜
- 父：戸田氏鉄（1576年 - 1655年）
- 母：松平康長の娘
- 正室：千代（嶺秀院） - 牧野忠成の長女
  - 長男：戸田氏西（1627年 - 1684年）
- 生母不明の子女
  - 次男：戸田信言
  - 三男：戸田氏春
  - 四男：戸田氏利
  - 五男：戸田氏広
  - 六男：戸田信等
  - 七男：戸田氏方
  - 女子：遠藤常友正室
  - 女子：筆子 - 板倉重常正室
  - 女子：高木貞長室